# Kazuo Sakamaki
Kazuo Sakamaki (酒巻和男?, Sakamaki Kazuo; Awa, 8 novembre 1918 – Toyota, 29 novembre 1999) è stato un militare giapponese, noto per essere divenuto il primo prigioniero di guerra giapponese degli Stati Uniti nella seconda guerra mondiale.

## Biografia

### Formazione e l'attacco di Pearl Harbor
Sakamaki nacque in quella che ora fa parte della città di Awa, nella prefettura di Tokushima, uno di otto figli. In giovane età s'iscrisse all'Accademia navale di Etajima; studiò nella 68ª classe e si diplomò nel 1940, ottenendo la qualifica di guardiamarina.

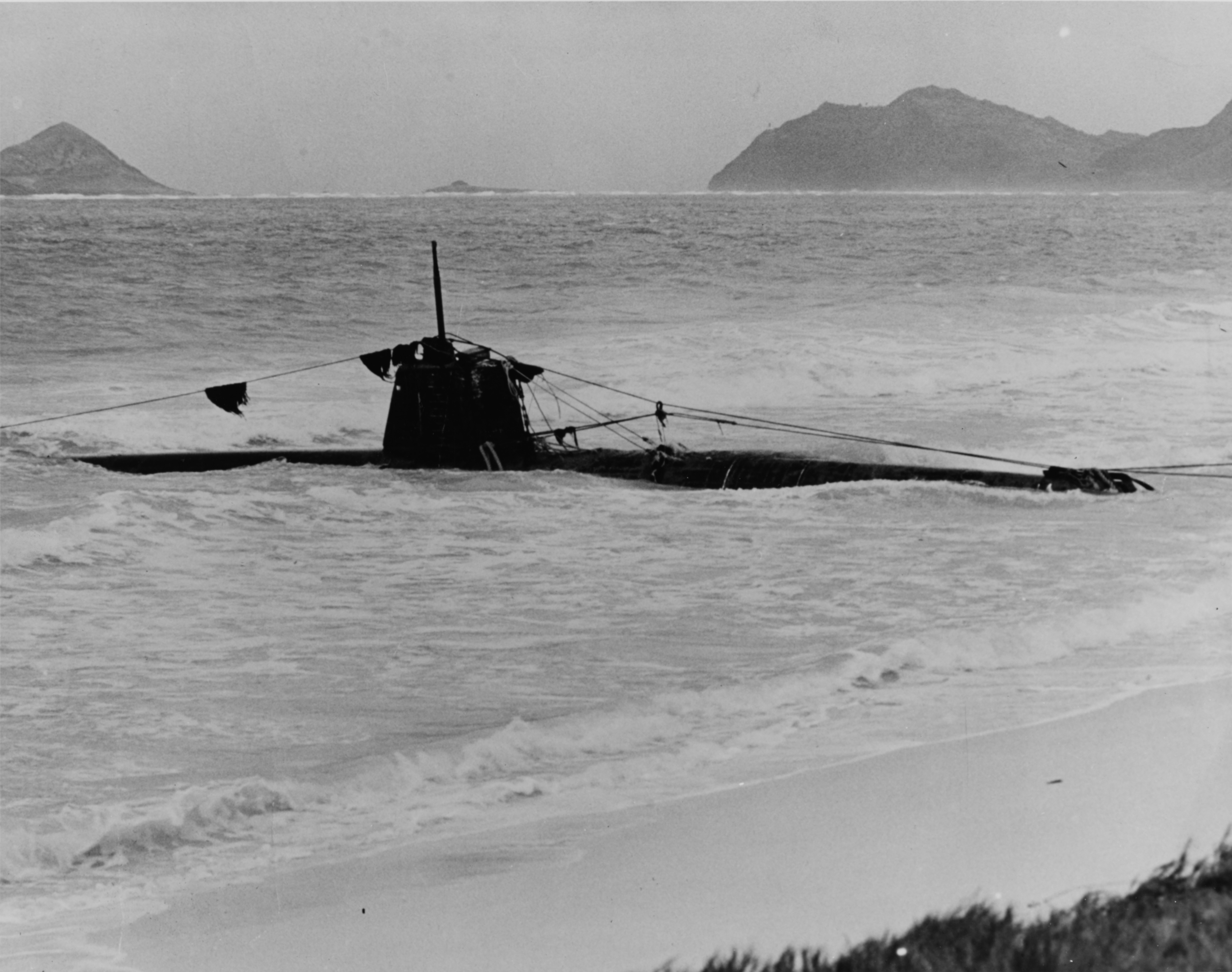
Lo Ha-19 di Sakamaki, appena recuperato dal fondale delle spiagge di Oahu

Sakamaki fu tra i dieci uomini (cinque ufficiali e cinque sottufficiali) selezionati per attaccare Pearl Harbor a bordo di cinque sommergibili tascabili della classe Ko-hyoteki, quale azione accessoria al previsto attacco aeronavale lanciato dalla 1ª Flotta aerea (viceammiraglio Chūichi Nagumo). Egli fu scelto poiché aveva numerosi fratelli e sorelle: con il maresciallo Kiyoshi Inagaki prese posto sul battello Ha-19, assumendone inoltre il comando. L'unità fu rilasciata dal sommergibile oceanico I-24 in prossimità della rada statunitense, ma Sakamaki non riuscì ad arrivare a tiro di qualche bersaglio a causa di problemi alla girobussola; alla fine colpì tre volte scogliere coralline e affiorò a Waimanalo Beach, poco dopo che la prima ondata dalle portaerei aveva iniziato il bombardamento. Attorno alle 08:15 il cacciatorpediniere USS Helm, messosi in moto e impegnato a sparare contro gli aeroplani nipponici, avvistò la falsatorre dello Ha-19 e la bersagliò con i pezzi principali; non lo colpì direttamente ma le concussioni delle esplosioni furono sufficienti a gettarlo via dalle scogliere. Sakamaki e il commilitone, storditi, riuscirono comunque a sfuggire allo Helm e poi al lancio di alcune cariche di profondità; Sakamaki si accorse dunque che anche il sistema di lancio era ormai danneggiato, così come lo scafo e le batterie, i cui fumi fecero svenire i due militari. Sakamaki rinvenne la sera del 7 dicembre e tentò almeno di far arenare il battello sulla spiaggia poco distante: tuttavia i motori smisero di funzionare dopo poco e di nuovo una scogliera intrappolò la piccola unità. Visto che lo Ha-19 si stava allagando ed era ormai inservibile, Sakamaki ordinò a Inagaki di abbandonare il sommergibile; preparò quindi la carica da demolizione in dotazione, la innescò e uscì a sua volta. Non ci fu però alcuna detonazione, Sakamaki perse conoscenza e il suo compagno morì affogato. Il guardiamarina fu ritrovato la mattina dell'8 dicembre a riva dal sergente David Akui, fu fatto prigioniero e fu interrogato brevemente a Fort Shafter prima di essere avviato a un campo di detenzione sul continente: divenne così il primo prigioniero di guerra giapponese della guerra contro gli Alleati in Asia e nel Pacifico. Una volta saputo della cosa gli alti comandi della Marina imperiale lo cancellarono dai propri registri, per occultarne il destino. Anche lo Ha-19 fu più tardi recuperato dalla United States Navy e mostrato in varie città degli Stati Uniti per incoraggiare l'acquisto di titoli di guerra.

### Prigionia e vita dopo la guerra
Sakamaki fu trasferito a Sand Island e, divorato dal senso di colpa per essere stato catturato, si bruciò con mozziconi di sigaretta anche con l'intento di sfigurarsi e non farsi riconoscere nel caso fosse apparso in una fotografia; supplicò poi, inutilmente, che gli fosse permesso di suicidarsi per non recare altro danno all'onore della propria famiglia. Trascorse il resto della guerra in vari campi di detenzione negli Stati Uniti continentali, inizialmente osservato con attenzione per evitare che potesse uccidersi. Con il passare dei mesi e l'arrivo di altri prigionieri giapponesi, Sakamaki riacquistò con gradualità la calma e la voglia di vivere, se non altro perché non era più l'unico militare nipponico caduto in mano al nemico – nemico, peraltro, la cui umanità lo aveva lasciato stupito. Ebbe modo di riflettere sulla propria vita e sulla natura della guerra e si oppose con successo alla realizzazione di una rivolta a Camp McCoy, privando di appoggi i reclusi più bellicosi. Una volta concluse le ostilità rientrò in Giappone: per quel periodo si era convertito al pacifismo. Non ricevette un'accoglienza particolarmente calorosa.
Nel secondo dopoguerra Sakamaki fu assunto dalla Toyota Motor Corporation e ne scalò la gerarchia sino a divenire presidente, nel 1969, della sua filiale in Brasile. Nel 1983 tornò in Giappone e continuò a lavorare per l'azienda prima di andare in pensione nel 1987. Pur avendo rinunciato a scrivere un libro di memorie, Sakamaki aveva redatto poco dopo il 1945 un breve racconto intitolato Il primo prigioniero in Giappone e Ho attaccato Pearl Harbor negli Stati Uniti: dopodiché rifiutò di parlare della guerra fino al 1991, quando partecipò a una conferenza storica al National Museum of the Pacific War a Fredericksburg, in Texas. Nell'istituto era conservato il piccolo battello tascabile sul quale aveva prestato servizio e, sembra, pianse nel corso della conferenza quando si riunì allo Ha-19 per la prima volta in 50 anni. Trascorse il resto della sua vita in Giappone fino alla morte, avvenuta il 29 novembre 1999: aveva 81 anni. Lasciò la moglie e due figli.